# صالح ديلاليتش
صالح ديلاليتش مواليد 21 يوليو 1948 في زيفينتش، جمهورية يوغوسلافيا الاشتراكية الاتحادية - الوفاة 26 أكتوبر 2002 في سراييفو، كان لاعب كرة قدم بوسني كان يلعب كلاعب وسط.

## المسيرة الاحترافية
بدأ مسيرته مع نادي مسقط رأسه في عام 1966 قبل أن ينتقل إلى نادي ساراييفو بعد سنة واحدة.

## خارج كرة القدم
بعد تقاعده من كرة القدم ركز على العلوم حيث حصل على مهنة ناجحة كمهندس. في عام 2001 انتخب رئيسا لنادي سراييفو، وهو المنصب الذي ظل يشغله حتى وفاته المفاجئة والغير متوقعة في عام 2002.

## الوفاة
توفي في سراييفو، البوسنة والهرسك في عام 2002 وهو في الرابعة والخمسين من العمر.